# مورچه‌مرغ چشم‌برهنه
مورچه‌مرغ چشم‌برهنه (نام علمی: Rhegmatorhina gymnops)، که گاهی به عنوان مورچه‌مرغ سانتارم نیز شناخته می‌شود، گونه‌ای آسیب‌پذیر از پرندگان گنجشک‌سان در زیرتیرهٔ Thamnophilinae از خانواده مورچه‌مرغان (Thamnophilidae) «نمادین» و بومی برزیل است.